# Die Dreizehn (1918)
Die Dreizehn ist ein 1917 entstandener, deutscher Kriminal-Stummfilm von Alfred Halm nach Motiven des Romans Ferragus von Honoré de Balzac. Hans Albers spielte hier eine seiner ersten Hauptrollen als schurkischer Ferragus, an seiner Seite erhielt Mady Christians die weibliche Hauptrolle.

## Handlung
Die Handlung spielt im 19. Jahrhundert. Baron Mallinghof schwärmt schon seit geraumer Zeit für die verheiratete, hübsche Jutta Ortenstein, Gattin eines Börsenmaklers, blitzt bislang aber mit seinen Avancen regelmäßig bei ihr ab. Eines Tages begegnet er ihr auf einer Straße in einem nicht allzu vertrauenserweckenden Stadtviertel, geht ihr nach und sieht sie in einem ihm mysteriös erscheinenden Haus verschwinden. Am Abend tritt Mallinghof Jutta auf einem Ball und spricht sie auf die merkwürdige Begegnung an. Jutta streitet jedoch alles energisch ab. Neugierig ob ihres Verhaltens geworden, geht Mallinghof der Angelegenheit nach und beobachtet jenes ominöse Haus, in dem Jutta verschwand. Als eines Tages ein ihm verdächtig erscheinender alter Mann eben jenes Haus verlässt, sucht Mallinghof die Konfrontation mit diesem. Bei dem anschließenden Wortgefecht verliert der Alte einen an einen gewissen Ferragus gerichteten Brief, in dem dieser über die Beziehung zu einer Frau namens Ida schreibt. Mallinghof erhält kurz darauf einen Brief, in dem er gewarnt wird, sich in Dinge einzumischen, die ihn nichts angehen. 
In der Folgezeit wird diese Drohung durch Taten unterstrichen. Nun reiht sich in seinem Leben “Unfall” auf “Unfall”: Mal wurde die Deichsel seines Kutschwagens derart manipuliert, dass sie während der Fahrt zusammenbrechen muss und den Fahrgast an Leib und Leben gefährdet. Dann fordern Mallinghof zwei gänzlich unbekannte Männer zum Duell heraus, bei dem Mallinghof schwer verletzt wird. Trotz dieser gravierenden Rückschläge gibt der Baron nicht auf und versucht nun herauszubekommen, wer hinter all diesen inszenierten Unheilen steckt. Mallinghof erfährt nach und nach, dass dieser zuvor brieflich erwähnte Ferragus, der sich in der Gesellschaft einen guten Namen gemacht hat, in Wahrheit der Anführer einer Verbrecherbande ist, die sich “Die Dreizehn” nennt. Ferragus ist zugleich der Vater Juttas und tut alles erdenkliche, um seine Tochter zu schützen, während er zeitgleich seinem schurkischen Treiben weiterhin nachkommt. Nachdem Ferragus die zuvor im Brief erwähnte Ida verlassen hatte, rächt diese sich, in dem sie Ferragus’ wahre Identität gegenüber der Gesellschaft offenbart und Juttas bislang ahnungsloser Gatte erfährt, wer sein Schwiegersohn wirklich ist. Entsetzt darüber, wer ihr Vater ist, sagt sich Jutta von Ferragus los. Dieser nimmt sich daraufhin mit einem Revolver das Leben.

## Produktionsnotizen
Die Dreizehn entstand Ende 1917, passierte die Filmzensur im Januar 1918 und wurde am 14. September 1918 in Berlins Kammerlichtspielen uraufgeführt. Die Länge des Vierakters betrug 1414 Meter.

## Kritik
Die Neue Kino-Rundschau befand: „Als dramatische Skizze wie als Szene und Bild haben wir hier ein Kunstwerk. Dies ist zum großen Teil das Verdienst des bedeutenden kunstverständigen Regisseurs. Mady Christians hat die weibliche Hauptrolle inne, welche den Liebreiz ihrer Erscheinung und ihr fein abgerundetes Spiel voll zur Geltung kommen läßt. (…) Inszenierung und Photographie des Film sind vortrefflich.“.